# ليونيل رويس
ليونيل رويس، من مواليد 30 مارس 1891، وتوفي بتاريخ 1 أبريل 1946، وهو ممثل سينمائي نمساوي، شارك في عدة أفلام، ومنها فيلم اعترافات جاسوس نازي.